# 鳥見山
鳥見山（とりみやま／とみやま）は奈良県宇陀市と桜井市の境に位置する山。標高734.6メートル。

## 概要
鳥見山は『日本書紀』神武天皇四年二月条によれば、神武天皇が皇祖神・天神を祀った場所である霊畤（まつりのにわ）という伝承に登場し、榛原という地名の由来である。山頂の南側に鞍部を経て雌岳がある。
山頂を南側に下ったところにある鳥見山公園は春のツツジ、秋の紅葉の名所として知られ、山頂に近い方の展望台からは南の方角を眺望できる。また、公園内を東海自然歩道が通っている。

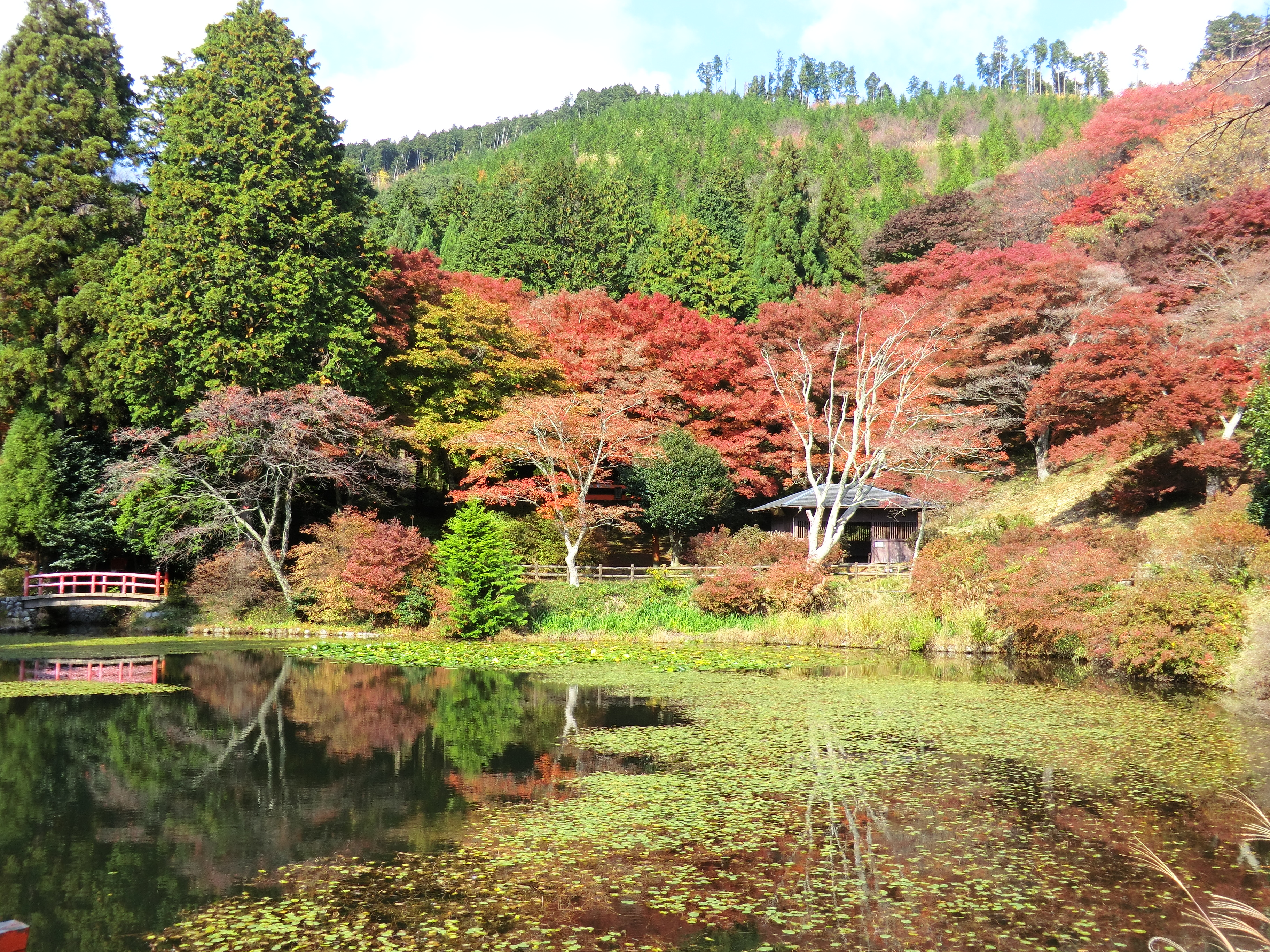
鳥見山公園・勾玉池
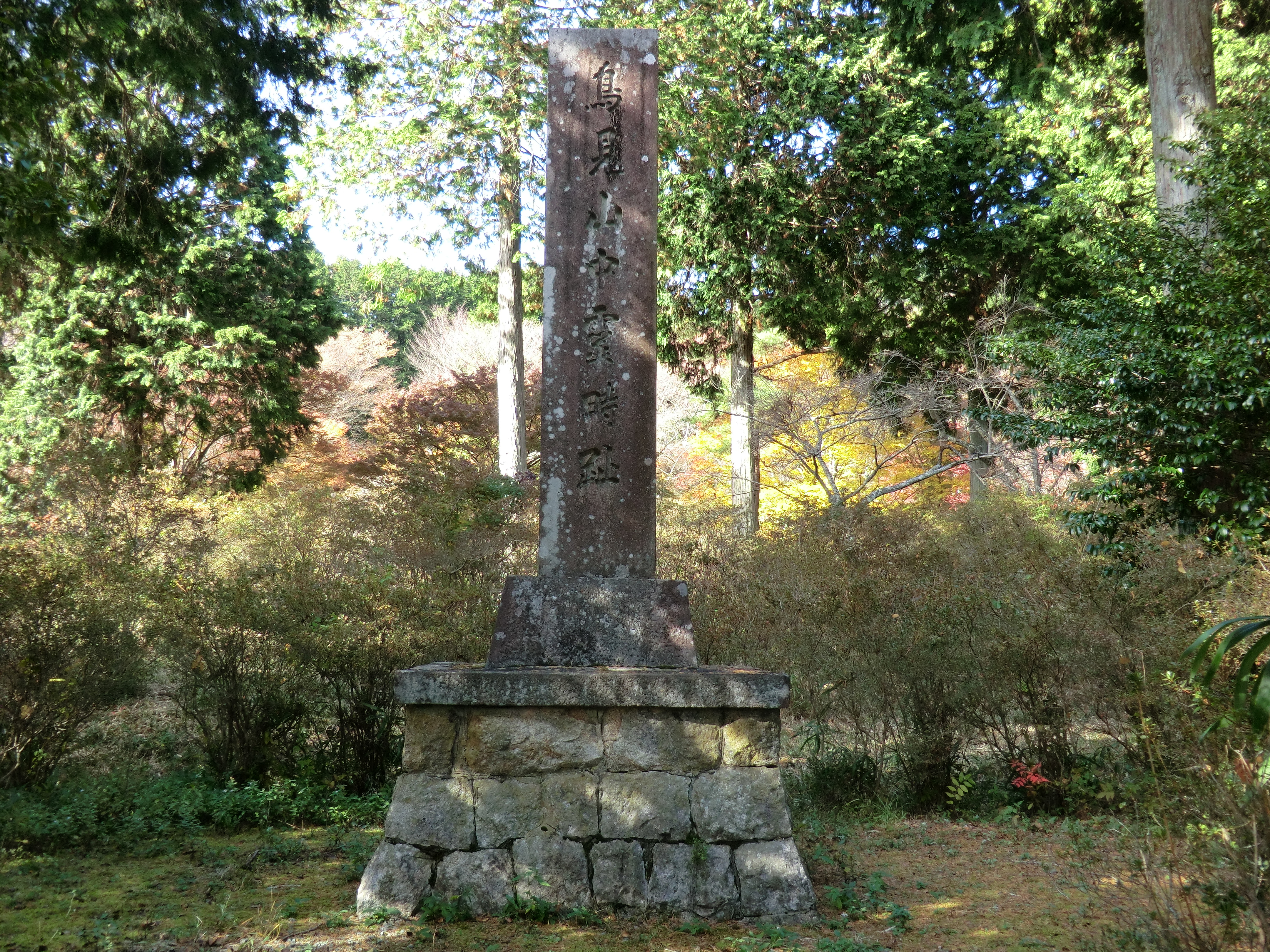
鳥見山中霊畤趾碑

### もうひとつの鳥見山
桜井市外山（とび）にはもうひとつの鳥見山が存在する。山頂の標高は245メートル。西麓に鎮座している式内社の等彌神社が山上に鎮座していたとされ、神武天皇にまつわる伝承も同様であり、山中に碑などもある。北麓には宗像神社が鎮座する。本居宣長は、「本来鳥見山は外山を指すが、鳥見という名の地域は広く、そこで（萩原）榛原のあたりまでも鳥見山中と言った」という説を示している。